# Campeonato Nacional da 1.ª Divisão de Andebol 1951–52
O Campeonato Português de Andebol Masculino (Seniores) de 1951/52 foi a 1ª edicão, competição organizada pela Federação de Andebol de Portugal. Em prova estiveram apenas quatro equipas, Sporting, Belenenses, Glória e Académica da Amadora. A competição decorreu em forma de meias-finais e final, a uma mão, com os jogos a realizarem-se no Pavilhão do Dramático de Cascais. O Sporting CP conquistou o seu 1º Título.

## Campeonato Nacional
|  | Semifinal            | Semifinal |   |  | Final       | Final |  |
|  |                      |           |   |  |             |       |  |
|  |                      |           |   |  |             |       |  |
|  | Sporting CP          | 8         |   |  |             |       |  |
|  | Belenenses           | 5         |   |  |             |       |  |
|  |                      |           |   |  |             |       |  |
|  |                      |           |   |  |             |       |  |
|  |                      |           |   |  | Sporting CP | 19    |  |
|  |                      | Glória    | 2 |  |             |       |  |
|  |                      |           |   |  |             |       |  |
|  |                      |           |   |  |             |       |  |
|  |                      |           |   |  |             |       |  |
|  |                      |           |   |  |             |       |  |
|  | Glória               | ?         |   |  |             |       |  |
|  | Académica da Amadora | ?         |   |  |             |       |  |